# Вукан Дешић
Вукан Дешић (Азања, 6. март 1900 — Београд, 23. август 1975) био је машински инжењер, професор и декан Машинксог факултета у Београду.
У Југословенској железници радио је  25 година, био њен генерални директор и помоћник министра саобраћаја ДФ Југославије. Од 1950. је ванредни, а затим редовни професор на Машинском факултет у Београду. Био је продекан и декан Машинског факултета и проректор Техничке велике школе у Београду. 
Увео је и развио наставу из области рада на Машинском факултету. Теорију и праксу организације рада разрађивао је применом оригиналне  „комплексне аналитичке методе”, за оцену нивоа организације у предузећима.
Умро је у Београду 23. августа 1975. године. Сахрањен је у Алеји заслужних грађана на Новом гробљу у Београду.